# Owen Otasowie
Ebeguowen "Owen" Otasowie (New York, 6 januari 2001) is een Amerikaans voetballer die sinds 2021 uitkomt voor Club Brugge. Otasowie is een middenvelder die ook uit de voeten kan als verdediger.

## Clubcarrière

### Wolverhampton Wanderers
Otasowie werd geboren in New York, maar verhuisde al op jonge leeftijd naar Engeland. Op zijn veertiende ruilde hij de kooien van de Londense wijk Peckham voor de Mass Elite Academy. Twee jaar later trad hij, na eerdere tests bij Birmingham City, Ipswich Town en een trainingsperiode van zes maanden bij West Ham United, toe tot de jeugdopleiding van Wolverhampton Wanderers.
Op 12 december 2019 maakte hij zijn officiële debuut in het eerste elftal van Wolverhampton: in de Europa League-wedstrijd tegen Beşiktaş JK mocht hij in de 73e minuut invallen voor Leander Dendoncker. In het seizoen daarop maakte hij ook zijn debuut in de Premier League: op de dertiende competitiespeeldag mocht hij tegen Chelsea FC (2-1-winst) bij de rust invallen, opnieuw voor Dendoncker. In deze wedstrijd deelde hij de assist uit voor de gelijkmaker van Daniel Podence. Een week later kreeg hij tegen Burnley FC (2-1-verlies) zijn eerste basisplaats van trainer Nuno Espírito Santo.
Otasowie klokte op het einde van het seizoen 2020/21 af op zes Premier League-wedstrijden. Desondanks weigerde hij in augustus 2021 zijn contract te verlengen bij Wolverhampton. De Amerikaan kon op dat moment rekenen op interesse van RSC Anderlecht, OGC Nice en VfL Wolfsburg.

### Club Brugge
In augustus 2021 stapte Otasowie over naar Club Brugge, dat zo'n vier miljoen euro voor hem betaalde. Otasowie ondertekende een vierjarig contract in het Jan Breydelstadion, waar hij het rugnummer acht van Nabil Dirar erfde. Met Otasowie kreeg trainer Philippe Clement er het atletisch profiel bij waar hij nog naar op zoek was. In zijn debuutseizoen kreeg Otasowie geen officiële speelminuten in het eerste elftal van Club Brugge, dat dat seizoen zijn derde landstitel op rij veroverde.
Op 17 juli 2022, bijna een jaar na zijn aankomst in België, maakte hij zijn officiële debuut voor Club Brugge: in de Supercup 2022 liet trainer Carl Hoefkens hem starten. Otasowie moest echter nog voor het uur geblesseerd vervangen worden. Op de derde competitiespeeldag kreeg hij een basisplaats tegen Zulte Waregem, maar Otasowie maakte in deze wedstrijd geen al te beste beurt.

## Clubstatistieken
| Seizoen         | Club                    | Land              | Competitie      | Competitie | Competitie | Beker | Beker | Supercup | Supercup | Europees | Europees | Totaal | Totaal |
| Seizoen         | Club                    | Land              | Competitie      | Wed.       | Dlp.       | Wed.  | Dlp.  | Wed.     | Dlp.     | Wed.     | Dlp.     | Wed.   | Dlp.   |
| --------------- | ----------------------- | ----------------- | --------------- | ---------- | ---------- | ----- | ----- | -------- | -------- | -------- | -------- | ------ | ------ |
| 2019/20         | Wolverhampton Wanderers | Vlag van Engeland | Premier League  | 0          | 0          | 0     | 0     | —        | —        | 1        | 0        | 1      | 0      |
| 2020/21         | Wolverhampton Wanderers | Vlag van Engeland | Premier League  | 6          | 0          | 0     | 0     | —        | —        | —        | —        | 6      | 0      |
| 2021/22         | Club Brugge             | Vlag van België   | Eerste klasse A | 0          | 0          | 0     | 0     | 0        | 0        | 0        | 0        | 0      | 0      |
| 2022/23         | Club Brugge             | Vlag van België   | Eerste klasse A | 1          | 0          | 0     | 0     | 1        | 0        | 0        | 0        | 2      | 0      |
| 2022/23         | Club NXT                | Vlag van België   | Eerste klasse B | 4          | 0          | 0     | 0     | 0        | 0        | 0        | 0        | 4      | 0      |
| Carrière totaal | Carrière totaal         | Carrière totaal   | Carrière totaal | 11         | 0          | 0     | 0     | 1        | 0        | 1        | 0        | 13     | 0      |

Bijgewerkt op 12 augustus 2022.

## Interlandcarrière
Otasowie maakte op 12 november 2020 zijn interlanddebuut voor de Verenigde Staten: in de vriendschappelijke interland tegen Wales mocht hij in de 87e minuut invallen voor Sebastian Lletget.

## Erelijst
| Landskampioen België | 1x | 2021/22 |
| Belgische Supercup   | 1x | 2022    |

2 Romero ·
4 Ordóñez ·
8 Tzolis ·
9 Jutglà ·
10 Vetlesen ·
14 Meijer ·
15 Onyedika ·
16 Van den Heuvel ·
17 Vermant ·
19 Nilsson ·
20 Vanaken  · 
21 Skóraś ·
22 Mignolet ·
24 Osuji ·
27 Nielsen ·
29 Jackers ·
30 Jashari ·
41 Siquet ·
44 Mechele ·
55 De Cuyper ·
58 Spileers ·
64 Sabbe ·
65 Seys ·
66 Yameogo ·
67 Et Taïbi ·
68 Talbi ·
71 De Corte ·
84 Campbell ·
87 Furo ·
Coach: Hayen
Assistent-coach: Jonckheere